# 阿库尔纳瓦卡特尔·察夸卡特尔
阿库尔纳瓦卡特尔·察夸卡特尔（英語：Aculnahuacatl Tzaqualcatl，在位时间 c. 1400–c. 1430）是阿兹特克帝国组成部分之一——特拉科潘的第一位君主。特拉科潘是前哥伦布时期存在于墨西哥谷的城邦，后来成为阿兹特克帝国三国同盟之一。
阿库尔纳瓦卡特尔是阿斯卡波特萨尔科之统治者特索索莫克之子。他与特拉科奇奎特辛（蒂利赫坎的统治者特拉卡奎特拉瓦特辛之女）结婚，并有两个儿子：科奥斯特利（Coauoxtli）和奥克特萨尔（Oquetzal）。